# Глибочок (Кам'янець-Подільський район)
Глибочо́к — село в Україні, у Новоушицькій селищній територіальній громаді Кам'янець-Подільського району Хмельницької області.

## Загальні відомості
На півночі Глибочок межує з селом Капустяни, на схід від села розташована Іванівка та на півдні Антонівка. На заході - Миньківці.

## Символіка

### Герб
Золотий щит розділений на дві частини. У верхній зеленій частині зображено церкву жовтого кольору, як символ християнської віри. У блакитній хвилястій частині щита пливе срібний лебідь, що символізує водойми на території села, де жила значна кількість цих птахів.

### Прапор
Прямокутне полотнище складається з двох частин. Верхня половина прапора зеленого кольору, нижня – блакитного кольору. У правому верхньому куті зображено два жолуді з листочками, що символізує могутність та добробут. Блакитний колір – водойми, які знаходяться на території села.

## Історія
Село Глибочок засноване в глибокому яру. Люди на території села Глибочок жили за прадавньої кам'яної доби, періоду бронзи та заліза. Про це відомо з археологічних знахідок. 
В 1242—1255 роках тут побували орди монголо-татар на чолі з Батиєм. 
На території Глибочка в навколишніх лісах відбувались великі бої під час війни 1648—1654 років під проводом Богдана Хмельницького.
Великим землевласником в селі була православна церква. В Глибочку церква згадується в історичних документах за 1740 рік. В 1775 році була збудована нова церква, трикупольна. В 1882 році, під час ремонту купол було знято і прибудовано дзвіницю. Вона була освячена на честь великомученика Дмитрія Солунського. Зараз тут знаходиться православна церква.
Наприкінці XIX ст. Глибочок був багатонаселеним. Здавна основним заняттям жителів Глибочка було землеробство і тваринництво. Побічно займались бджільництвом та городництвом.
Жителі зазнали сталінських репресій, потерпали від голодомору 1932–33 років.
З 1991 року в складі незалежної України.
20 серпня 2015 року шляхом об'єднання сільських рад, село увійшло до складу Новоушицької селищної громади, до цього органом місцевого самоврядування була Капустянська сільська рада.
До адміністративної реформи 19 липня 2020 року село належало до Новоушицького району, після увійшло до складу Кам'янець-Подільського району.

### Пам'ятки культурної спадщини
- Свято-Дмитрієвська церква, діюча, 1903 р.

## Населення
За переписом 1897 року в Глибочку проживали 1015 осіб.
Населення становило 408 осіб у 2001 році (з 259 дворів).
Станом на 2015 рік у селі мешкало 354 особи.

## Постаті
- Ангел Вадим Миколайович (1991—2022) — солдат Сил спеціальних операцій ЗСУ, учасник російсько-української війни.
- Ярчевський Микола Антонович (1907—1965) — єфрейтор РА, учасник Другої світової війни, повний кавалер ордена Слави.